# Righteous Pigs
A Righteous Pigs egy rövid életű amerikai grindcore/hardcore punk zenekar volt. 1987-ben alakultak meg Nevadában. 1991-ben feloszlottak. Az együttest Mitch Harris alapította, akit a Napalm Death gitárosaként már jól ismerhetnek a műfaj rajongói. 2013-ban újból összeálltak, és koncerteztek a marylandi Deathfest fesztiválon. Ezután véglegesen feloszlottak.

## Tagok
- Mitch Harris - gitár
- Stephen Chiatovich - basszusgitár
- Joe Caper - ének
- Alan Strong - dobok

Volt tagok: Scott Leonard - dobok.

## Diszkográfia

### Stúdióalbumok
- Live and Learn (1989)
- Stress Related (1990)

## Egyéb kiadványok
- Turmoil (EP, 1990)